# 莫里哀
莫里哀（法語：Molière，1622年1月15日—1673年2月17日），本名让-巴蒂斯特·波克兰（法語：Jean-Baptiste Poquelin），17世紀法国戲劇家、演员与诗人，法国芭蕾舞喜剧的创始人，也被認為是西方文学中最偉大的喜剧作家之一。莫里哀著名的作品有《伪君子》《吝啬鬼》《太太学堂》《唐璜》《愤世者》《司卡班的诡计》等，和皮埃尔·高乃依與拉辛合稱為法國古典戲劇三傑。
莫里哀出生在富裕的家庭，且在克萊蒙學校（現在的路易大帝中学）就讀，他很適合在劇院開始事業。他曾擔任巡演演員13年，因此在開始寫作時，這幫助他提昇喜劇的能力，可以結合精緻的法國喜劇以及義大利即興喜劇的元素。
莫里哀因著腓力一世（路易十四的兄弟）等貴族的資助，有機會在卢浮宫在國王面前導演戲劇。他承現了一齣皮埃尔·高乃依的經典戲劇以及他自己的一齣鬧劇《The Doctor in Love》，之後國王允許他使用卢浮宫附近的小波旁大廳，是一個適合戲劇表演的寬敞房間。後來國王允許莫里哀使用巴黎皇家宮殿劇院，他在兩處的戲劇都獲得巴黎人的好評，例如《可笑的女才子》、《太太学堂》、《丈夫学堂》等。皇家對莫里哀的喜愛讓他的劇團有皇家的退休金，當時也稱為 Troupe du Roi（皇家劇團）。
莫里哀雖得到皇家及巴黎人的喜愛，但他的諷刺遭到道德主義者以及天主教教會的批評。《偽君子》攻擊在宗教上的虛偽，遭到教會的譴責，而《唐璜》一劇更被禁止演出。莫里哀辛勤的工作，製作許多戲劇作品，這也影響了他的健康。在1667年被迫暫停戲劇工作。1673年莫里哀在製作《無病呻吟》時，感染了肺結核。在第四次演出《无病呻吟》中的主人公阿尔冈这个“心病者”時有咳嗽和出血。当最后一幕演出完成时，莫里哀便倒在了舞台上，后被人抬下了舞台，现场传出观众的热烈掌声。送医幾個小時後，莫里哀不治身亡。
他的喜剧在种类和样式上都比较多样化。他的喜剧含有闹剧成分，在风趣、粗犷之中表现出严肃的态度。他主张作品要自然、合理，强调以社会效果进行评价。他的作品对欧洲喜剧艺术的发展有深远影响。在法国，他代表着“法兰西精神”，在2005年法國評選《最偉大的法國人》時名列第8名。其作品已译成許多的重要语言，是世界各国舞台上经常演出的剧目。

## 生平

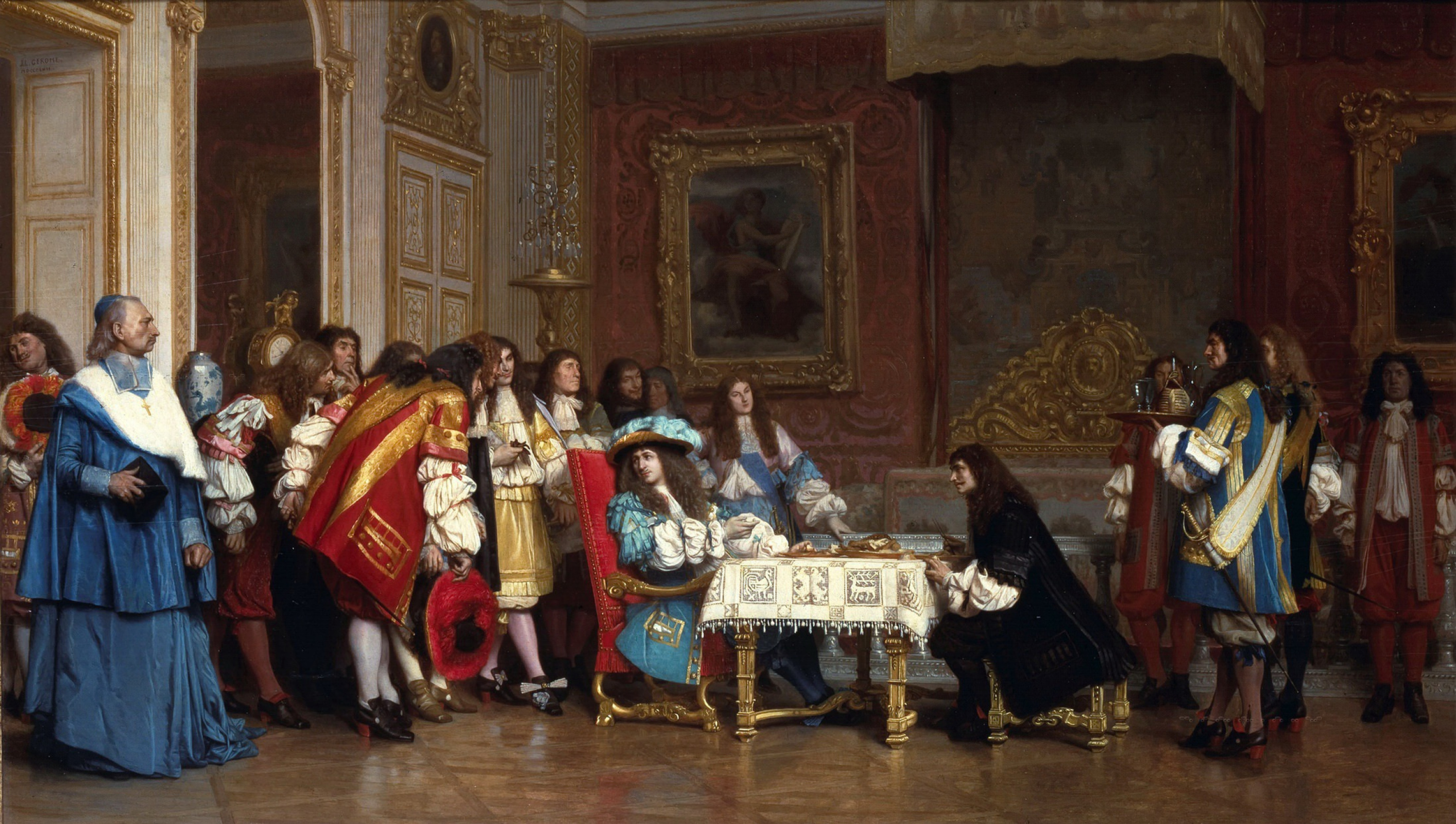
法王路易十四邀請莫里哀共進晚餐之想像畫，讓-里奧·傑洛姆繪

本名为让-巴蒂斯特·波克兰。莫里哀是他的艺名。莫里哀1622年生于巴黎一个具有王室侍从身份的宫廷室内陈设商家庭，1月15日在巴黎圣欧大觉堂受洗，洗名尚-巴蒂斯特來自洗者若翰。莫里哀10岁丧母，外祖父经常带他去看闹剧、喜剧和悲喜剧，于是从小酷爱戏剧，曾就讀於克萊蒙特學院，（現在的路易大帝中学）。他早期思想受无神论和自由主义影响，立志以戏剧改良世风，自组剧团在巴黎演出，失败后，随流浪艺人到外省巡回演出，并从事创作。莫里哀的作品有33部剧作和8首诗。
莫里哀是法国古典主义作家的代表，但他所写剧本在许多方面突破古典主义的陈规旧套，表现了文艺复兴时期的人文主义思想。莫里哀在1643年時放弃世袭权利，与贝雅尔兄妹等朋友组成「盛名剧团」在巴黎演出，後來在1644年取艺名为莫里哀。
莫里哀在1659年创作《可笑的矯揉造作女》，讽刺资产者及贵族社会的生活，触怒了贵族势力，遭到禁演。莫里哀连续又编演了《丈夫学堂》和《太太学堂》。《太太学堂》被指责为“淫秽”、“诋毁宗教”，又遭到禁演。莫里哀繼續又写了《〈太太学堂〉的批评》和《凡尔赛宫即兴》两齣论战性短剧。莫里哀在1662年2月20日和阿爾曼德·貝雅爾結婚。莫里哀1664年与音乐家吕利相遇，开始两人的合作，並且分別在1664年及1668年写作《伪君子》及《吝啬鬼》。

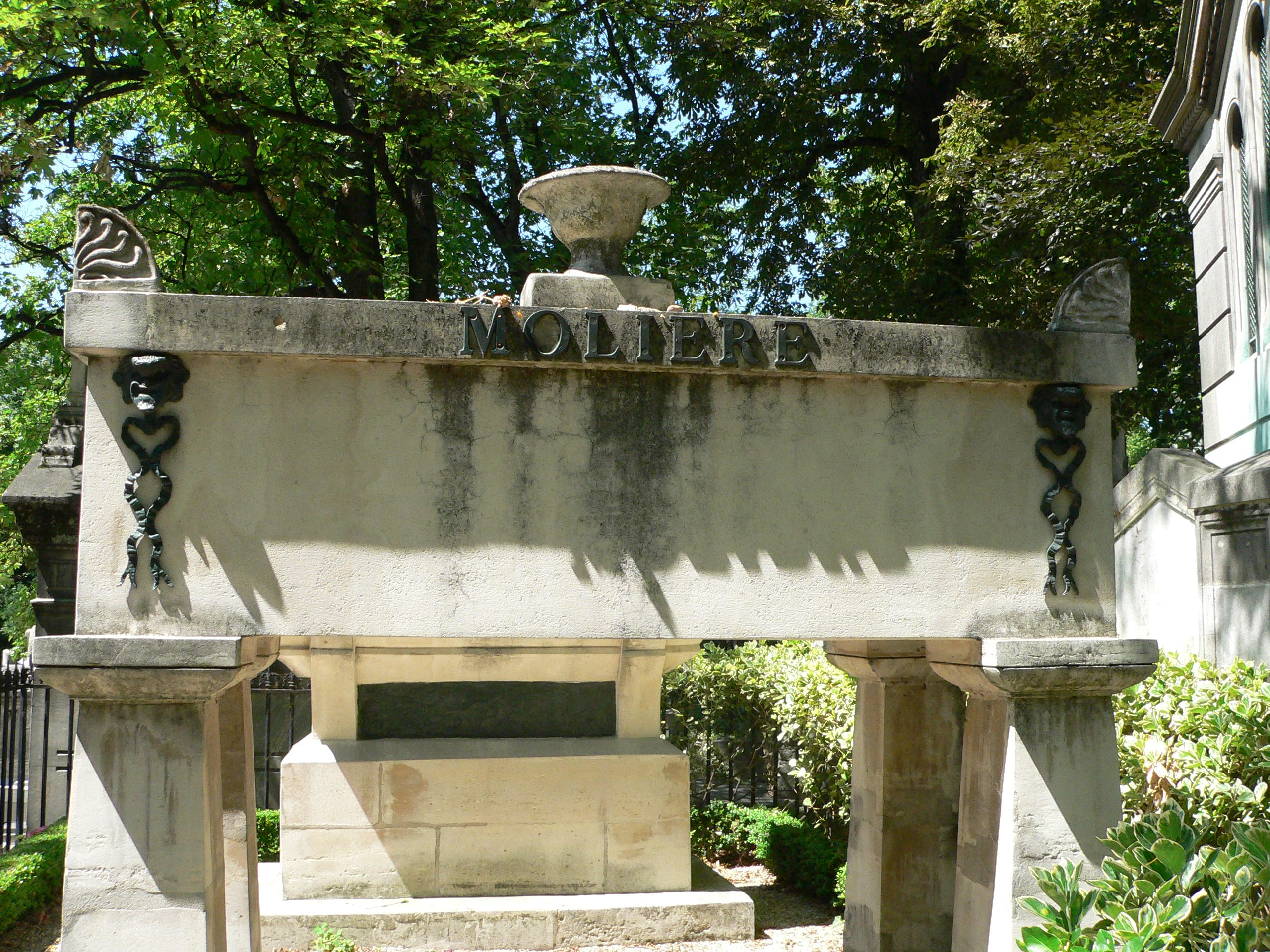
莫里哀的墓位在拉雪兹神父公墓內

莫里哀为了维持剧团开支，他常带病参加演出。1673年2月17日，在演完《无病呻吟》最后一幕以后，莫里哀咯血倒下，当晚因结核病逝世了，终年51岁。由于教会阻挠，他的葬礼很少人參加。
依照當時法國的法律，演員不可以葬在墓園內（buried in the sacred ground）上。不過莫里哀的遺孀阿爾曼德問國王是否可以讓莫里哀在夜間以正常的方式舉行葬禮，國王同意了，莫里哀的遺體葬在墓園中的一角，是為未受洗的嬰兒保留的區域。
1792年時莫里哀改葬至法國紀念物博物館，1804年時移至巴黎的拉雪兹神父公墓，墓地鄰近让·德·拉封丹的墓地。

## 對其作品的評價

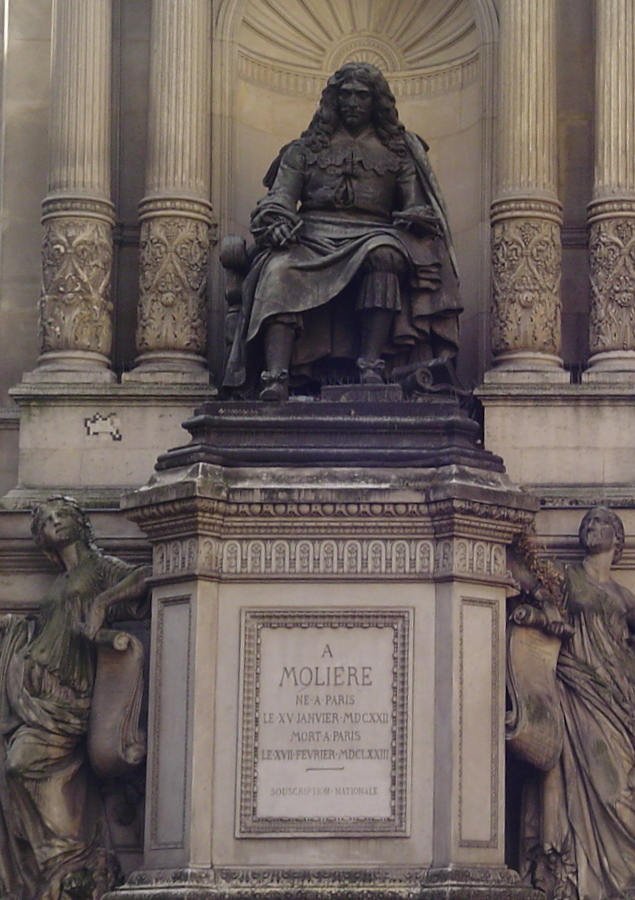
莫里哀噴泉上的雕像，位在巴黎黎塞留街及莫里哀街路口的轉角

在莫里哀的時代，許多傳統思想家、宗教領袖以及醫學專業者批評莫里哀的作品，不過他們的評論沒有讓莫里哀作品變的不受歡迎。在英國及法國開始有其他的劇作家以及組織模仿其風格的戲劇。18世紀中期，莫里哀的作品在英國有很好的反應，不過不受當時法國人的歡迎。但是在19世紀法國波旁皇期復辟時，莫里哀的喜劇開始受到法國大眾以及批評家的喜愛。浪漫主義者認為他的作品就是浪漫主義者所描繪，非傳統的個人主義。20世紀的學者仍對莫里哀的戲劇感興趣，仍研究許多和莫里哀劇作有關的主題。許多評論家也將焦點從他作品中的哲學、宗教及道德影響，轉移到他在喜劇上應用技巧的客觀研究。
莫里哀的作品最早是在1714年由John Ozell翻譯為英文，不過第一個英文的完整版本是由Baker及Miller在1739年翻譯，仍然具有影響力，而且重新出版多次。第一個將其劇本（例如《偽君子》）全文翻譯成英文的是Curtis Hidden Page，在其1908年的譯本中包括了莫里哀三個完整的劇本。此後像理查德·威爾伯及Donald M. Frame等人也有著名的譯本。
莫里哀的劇本是在20世紀初傳入中國，《憤世者》（當時的譯名為《憤不平》）即為最早翻譯到中國的西洋戲劇之一，1921年時將「Molière」翻譯為「穆雷」，一直到1927年及1928年時，才翻譯為「莫里哀」，1920年代及30年代時，朱维基、焦菊隐、陈治策、陈古夫等人都有翻譯莫里哀的作品。

## 對法國文化的影響
莫里哀被譽為是現代法國喜劇的創始者，許多莫里哀劇本中用到的詞語仍在現代的法文中使用：
- Tartuffe是指偽君子，尤其是受道德或是虔誠宗教影響的偽君子。
- Harpagon是《吝啬鬼》一劇的主角，是非常貪婪及低下的人。
- 在《司卡班的诡计》第二幕的第7場，Géronte被要求支付他兒子的贖金，他兒子據稱在船上的廚房（galère）中，Géronte一再的說：「他到底要在廚房中做什麼？」("Que diable allait-il faire dans cette galère?") 。現代法文仍用galère表示麻煩而痛苦的事情。

莫里哀號列車是曾經運營於法國巴黎經比利時至德國杜塞道夫間一班國際列車所使用的名稱，以莫里哀命名。
莫里哀戲劇獎是法國在1987年開始的國家級戲劇獎，是法國戲劇的最高榮譽，和美國托尼獎、英國勞倫斯·奧立佛獎、西班牙Premios Max相當。

## 主要作品
- 《飛天醫生（法语：Le Médecin volant）》（法語：[5]，1645年）
- 《可笑的女才子》[9]（1659年）
- 《丈夫学堂》（法語：[5]，1661年）
- 《太太学堂》（法語：[5]，1662年）
- 《伪君子》（法語：[5]，1664年）
- 《唐璜》（法語：[5]，1665年）
- 《愤世者》[23]（1666年）
- 《吝啬鬼》（法語：L'Avare，1668年[5]）是深刻的性格喜剧（英语：Character comedy）之一。
- 《浦尔叟雅克先生（法语：Monsieur de Pourceaugnac）》（1669年[7]）
- 《贵人迷（法语：Le Bourgeois Gentilhomme）》（1670年[5]）
- 《司卡班的诡计》（法語：Les Fourberies de Scapin，1671年[7]）
- 《无病呻吟》（法語：Le Malade Imaginaire，1673年[5]）